# Romain Hardy
Romain Hardy (Flers, 24 agosto 1988) è un ex ciclista su strada francese, professionista dal 2010 al 2022.

## Carriera
Nato in Normandia, ottiene buoni risultati nel mondo dilettantistico, tra cui un terzo posto ai campionati nazionali. Passa professionista nel 2010 con il team francese Bretagne-Séché Environnement; in quello stesso anno coglie la sua prima vittoria, durante una tappa del Tour de l'Avenir.

## Palmarès
- 2009 (Côtes-d'Armor Cyclisme Under-23)

1ª tappa Tour de la Creuse
Manche-Océan
- 2010 (Bretagne-Schuller, una vittoria)

3ª tappa Tour de l'Avenir (Ambert > Vals-les-Bains)
- 2012 (Bretagne-Schuller, una vittoria)

1ª tappa Tour du Haut-Var (Draguignan > La Croix-Valmer)
- 2017 (Foruneo-Oscaro, una vittoria)

Tour du Doubs
- 2019 (Team Arkéa Samsic, una vittoria)

1ª tappa Tour de Savoie Mont Blanc  (Aix-les-Bains > Moûtiers)

### Altri successi
- 2011 (Bretagne)

Pologo Tour Alsace (cronosquadre)
- 2012 (Bretagne-Schuller)

Classifica giovani Tour du Haut-Var
- 2023 (UC Briochine - Bleu Mercure)

Tour de l'Ardèche Méridionale
Circuit de la Claie

## Piazzamenti

### Grandi Giri
- Tour de France

2017: 26º
2018: 105º
- Vuelta a España

2014: 64º
2015: ritirato (11ª tappa)
2016: 27º

### Classiche monumento
- Milano-Sanremo

2022: 151º
- Liegi-Bastogne-Liegi

2015: ritirato
2018: 92º
2019: 96º
- Giro di Lombardia

2016: 58º
2021: ritirato

### Competizioni mondiali
- Campionati del mondo su strada

Geelong 2010 - In linea Under-23: 45°
- Campionati del mondo di mountain bike

Italia 2008 - Under-23: 7°